# Nagoya Grampus
Nagoya Grampus (名古屋グランパス Nagoya Guranpasu) (trước đây Nagoya Grampus Eight (名古屋グランパスエイト Nagoya Guranpasu Eito)) là một câu lạc bộ bóng đá chuyên nghiệp Nhật Bản hiện đang thi đấu tại J. League. Có trụ sở tại Nagoya, Aichi khởi nguồn là đội bóng của công ty Toyota Motor thành lập năm 1939, câu lạc bộ thi đấu ở cả Sân vận động Điền kinh Mizuho (27.000 chỗ và là sân vận động được sử dụng lâu nhất tại J. League) và sân lớn hơn là Sân vận động Toyota (45.000 chỗ).
Grampus là một trong ba câu lạc bộ thi đấu tất cả các mùa tại giải đấu cao nhất Nhật Bản kể từ khi thành lập năm 1993. Câu lạc bộ trước đây có mùa giải thành công nhất vào năm 1995 khi được dẫn dắt bởi huấn luyện viên huyền thoại của Premier League Arsène Wenger, giành Cúp Hoàng đế và kết thúc ở vị trí á quân tại J. League, có trong đội hình Dragan Stojković và Gary Lineker, thành tích đó là tốt nhất cho đến ngày 20 tháng 11 năm 2010, khi câu lạc bộ giành chức vô địch J. League đầu tiên, dưới sự dẫn dắt của Stojković.
Tên của câu lạc bộ được bắt nguồn từ hai biểu tượng nổi bật nhất của Nagoya: đôi Cá heo Risso vàng trên nóc của Lâu đài Nagoya (có thể mô tả chính xác hơn như shachihoko, một loài sinh vật huyền thoại của văn hóa dân gian địa phương), và Maru-Hachi (vòng tròn với chữ tám), biểu tượng chính thức của thành phố. Việc sử dụng một con cá voi sát thủ trong logo của đội có thể được hiểu rằng dòng chữ kanji shachichoko (鯱) có thể được phát âm là "shachichoko" (sinh vật thần thoại ở trên) hay "Shachi" (orca).

## Lịch sử

### Kỷ nguyên JSL
Câu lạc bộ bóng đá Toyota Motor lúc đầu đã bị lu mờ bởi đội bóng cùng tập đoàn Câu lạc bộ bóng đá Dệt tự động Toyota (thành lập năm 1946 và là một trong những thành viên sáng lập JSL) nhưng khi Dệt tự động Toyota xuống hạng năm 1968, Toyota Motor đã cho thấy đó là cơ hội vươn lên của mình.
Năm 1972 Toyota Motors là thành viên sáng lập JSL Hạng Hai và vô địch ngay mùa giải mở thành. Họ tiếp tục thi đấu tại JSL cho tới khi J. League thành lập năm 1993. Từng bị xuống JSL Hạng 2 năm 1977. Sau một thời ngắn trở lại 1987–88, họ lên hạng 1989–90 và ở lại giải đấu cap nhất từ đó.

### Kỷ nghuyên J. League
Năm 1996, Arsene Wenger dẫn dẳt Grampus giành Cúp Hoàng đế và kết thúc ở vị trí á quân tại J. League, thành tích tốt nhất của câu lạc bộ. Tên của câu lạc bộ được đổi từ "Nagoya Grampus Eight" thành "Nagoya Grampus" khi bắt đầu mùa 2008. Năm 2008, Nagoya bổ nhiệm cựu cầu thủ Dragan Stojković làm huấn luyện viên. Họ kết thúc ở vị trí thứ ba và lần đầu giành vé dự AFC Champions League. Stojković sau đó cùng câu lạc bộ giành J.League năm 2010, với đội hình gồm Marcus Tulio Tanaka, Mu Kanazaki, Seigo Narazaki, Yoshizumi Ogawa, Keiji Tamada và Joshua Kennedy.

Old Logo

## Kết quả tại J.League
| Mùa giải | Hạng | Số đội | Vị trí | Trung bình khán giả | J. League Cup | Cúp Hoàng đế | châu Á | châu Á   |
| -------- | ---- | ------ | ------ | ------------------- | ------------- | ------------ | ------ | -------- |
| 1992     | –    | –      | –      | –                   | Bán kết       | Vòng 1       | –      | –        |
| 1993     | J1   | 10     | 9      | 19,858              | Vòng bảng     | Tứ kết       | –      | –        |
| 1994     | J1   | 12     | 11     | 21,842              | Vòng 1        | Vòng 2       | –      | –        |
| 1995     | J1   | 14     | 3      | 21,463              | –             | Vô địch      | –      | –        |
| 1996     | J1   | 16     | 2      | 21,699              | Vòng bảng     | Vòng 3       | –      | –        |
| 1997     | J1   | 17     | 9      | 14,750              | Bán kết       | Vòng 3       | C2     | Á quân   |
| 1998     | J1   | 18     | 5      | 13,993              | Vòng bảng     | Bán kết      | –      | –        |
| 1999     | J1   | 16     | 4      | 14,688              | Bán kết       | Vô địch      | –      | –        |
| 2000     | J1   | 16     | 9      | 14,114              | Bán kết       | Vòng 4       | –      | –        |
| 2001     | J1   | 16     | 5      | 16,974              | Bán kết       | Vòng 3       | C2     | Tứ kết   |
| 2002     | J1   | 16     | 6      | 16,323              | Vòng bảng     | Vòng 4       | –      | –        |
| 2003     | J1   | 16     | 7      | 16,768              | Bán kết       | Vòng 4       | –      | –        |
| 2004     | J1   | 16     | 7      | 15,712              | Bán kết       | Vòng 5       | –      | –        |
| 2005     | J1   | 18     | 14     | 13,288              | Vòng bảng     | Vòng 5       | –      | –        |
| 2006     | J1   | 18     | 7      | 14,924              | Vòng bảng     | Vòng 5       | –      | –        |
| 2007     | J1   | 18     | 11     | 15,585              | Vòng bảng     | Vòng 5       | –      | –        |
| 2008     | J1   | 18     | 3      | 16,555              | Bán kết       | Tứ kết       | –      | –        |
| 2009     | J1   | 18     | 9      | 15,928              | Tứ kết        | Á quân       | CL     | Bán kết  |
| 2010     | J1   | 18     | 1      | 19,979              | Vòng bảng     | Tứ kết       |        | –        |
| 2011     | J1   | 18     | 2      | 16,741              | Bán kết       | Tứ kết       | CL     | Vòng 1/8 |
| 2012     | J1   | 18     | 7      | 17,155              | Tứ kết        | Tứ kết       | CL     | Vòng 1/8 |
| 2013     | J1   | 18     | 11     | 16,135              | Vòng bảng     | Vòng 2       | –      | –        |
| 2014     | J1   | 18     | 10     | 16,734              | Vòng bảng     | Tứ kết       | –      | –        |

- Nguồn: J. League Data Site

## Cầu thủ

### Đội hình hiện tại
Tính tới 25 tháng 11 năm 2015.
Ghi chú: Quốc kỳ chỉ đội tuyển quốc gia được xác định rõ trong điều lệ tư cách FIFA. Các cầu thủ có thể giữ hơn một quốc tịch ngoài FIFA.
| Số | VT | Quốc gia | Cầu thủ                          |
| -- | -- | -------- | -------------------------------- |
| 1  | TM | Nhật Bản | Narazaki Seigo                   |
| 2  | HV | Nhật Bản | Takeuchi Akira                   |
| 3  | HV | Nhật Bản | Muta Yusuke                      |
| 4  | HV | Nhật Bản | Marcus Tulio Tanaka (đội trưởng) |
| 5  | HV | Nhật Bản | Obu Shun                         |
| 6  | HV | Nhật Bản | Honda Yuki                       |
| 7  | TV | Nhật Bản | Taguchi Taishi                   |
| 8  | TV | Colombia | Danilson Córdoba                 |
| 9  | TĐ | Nhật Bản | Noda Ryunosuke                   |
| 10 | TV | Nhật Bản | Ogawa Yoshizumi                  |
| 11 | TĐ | Nhật Bản | Nagai Kensuke                    |
| 13 | TV | Nhật Bản | Isomura Ryota                    |
| 14 | TV | Nhật Bản | Tanabe Ryota                     |
| 18 | TĐ | Slovenia | Milivoje Novaković               |
| 19 | TĐ | Nhật Bản | Yano Kisho                       |

| Số | VT | Quốc gia | Cầu thủ           |
| -- | -- | -------- | ----------------- |
| 20 | TV | Nhật Bản | Yada Asahi        |
| 22 | TĐ | Nhật Bản | Koyamatsu Tomoya  |
| 23 | TV | Nhật Bản | Aoki Ryota        |
| 24 | HV | Nhật Bản | Nikki Havenaar    |
| 25 | TV | Nhật Bản | Mochizuki Reo     |
| 26 | TV | Nhật Bản | Mori Yuto         |
| 27 | TĐ | Nhật Bản | Sugimori Koki     |
| 29 | HV | Nhật Bản | Sato Kazuki       |
| 30 | TM | Nhật Bản | Nomura Masataka   |
| 32 | TĐ | Nhật Bản | Kawamata Kengo    |
| 33 | TV | Brasil   | Leandro Domingues |
| 34 | TĐ | Brasil   | Gustavo           |
| 35 | TV | Nhật Bản | Tanaka Teruki     |
| 50 | TM | Nhật Bản | Takagi Yoshinari  |

### Cho mượn
Ghi chú: Quốc kỳ chỉ đội tuyển quốc gia được xác định rõ trong điều lệ tư cách FIFA. Các cầu thủ có thể giữ hơn một quốc tịch ngoài FIFA.
| Số | VT | Quốc gia | Cầu thủ                             |
| -- | -- | -------- | ----------------------------------- |
| —  | HV | Nhật Bản | Tone Ryosuke (tại V-Varen Nagasaki) |
| —  | TĐ | Nhật Bản | Matsuda Riki (tại JEF United Chiba) |

## Cựu cầu thủ

### Cầu thủ quốc tế
| JFA. - Takashi Hirano - Maya Yoshida - Seiji Honda - Kenji Fukuda - Masahiro Koga - Kei Yamaguchi - Keisuke Honda - Jun Aoyama - Eiji Kawashima - Alex |  | AFC/ CAF/ OFC. - Joshua Kennedy - An Yong-hak - Chong Yong-de - Kim Jung-woo - Donald-Olivier Sié |  | UEFA. - Ivica Vastić - Gary Lineker - Bernard Allou - Franck Durix - Gérald Passi - Nikola Jakimovski - Igor Burzanović - Tarik Oulida - Frode Johnsen - Tomasz Frankowski - Marek Špilár - Andrej Panadić - Dragiša Binić - Dragan Stojković |  | CONMEBOL. - Jorge Sebastián - Adriano Pimenta - Claiton - Daniel - Davi - Eduardo - Elivélton - Jorginho - Jorginho Putinatti - Luizão - Magnum - Marcelo - Marques - Pita - Régis Silva - Ricardo - Tiago - Alexandre Torres - Ueslei - Valdo Filho |  |

## Huấn luyện viên
| Huấn luyện viên  | Quốc tịch  | Giai đoạn              |
| ---------------- | ---------- | ---------------------- |
| Ryuzo Hiraki     | Nhật Bản   | 1992–93                |
| Gordon Milne     | Anh        | 1/1/1994 – 31/12/1994  |
| Tetsuro Miura ‡  | Nhật Bản   | 1994                   |
| Arsène Wenger    | Pháp       | 1/7/1995 – 30/9/1996   |
| José Costa ‡     | Bồ Đào Nha | 1996                   |
| Carlos Queiroz   | Bồ Đào Nha | 1/1/1997 – 31/12/1997  |
| Koji Tanaka      | Nhật Bản   | 1997–99                |
| Daniel Sanchez   | Pháp       | 1/1/1998 – 31/12/1998  |
| Mazaroppi ‡      | Brasil     | 1999                   |
| João Carlos      | Brasil     | 1999–01                |
| Tetsuro Miura    | Nhật Bản   | 2001                   |
| Zdenko Verdenik  | Slovenia   | 1/1/2002 – 4/8/2003    |
| Nelsinho         | Brasil     | 29/7/2003 – 20/9/2005  |
| Hitoshi Nakata ‡ | Nhật Bản   | 21/9/2005 – 31/12/2005 |
| Sef Vergoossen   | Hà Lan     | 1/1/2006 – 31/12/2007  |
| Dragan Stojković | Serbia     | 22/1/2008– 7/12/2013   |
| Nishino Akira    | Nhật Bản   | 25/12/2013–            |

‡ huấn luyện viên tạm quyền

## Danh hiệu
Toyota Motor SC (nghiệp dư)
- Giải vô địch bóng đá toàn Nhật Bản: 2

1968, 1970
- Japan Soccer League Hạng 2: 1

1972
- Konica Cup: 1

1991
Nagoya Grampus (chuyên nghiệp)
- J. League Hạng 1:

Vô địch (1): 2010
- Cúp Hoàng đế:

Vô địch (2): 1995, 1999
- Siêu cúp Nhật Bản: 2

Vô địch (2): 1996, 2011